# Matthias Wahls
Matthias Wahls (Amburgo, 25 gennaio 1968) è uno scacchista e giocatore di poker tedesco.
Ha ottenuto il titolo di Maestro Internazionale nel 1988 e di Grande Maestro nel 1989.

## Principali risultati
Nel 1985 vinse a Telgte il campionato tedesco juniores (under-20).. Nel 1996 e 1997 vinse il campionato tedesco assoluto.
Nel 1989 vinse il torneo open del Festival internazionale di Bienne e la sezione B del Torneo di Dortmund. L'anno successivo si classico 3° ex æquo nel torneo principale di Dortmund.
Partecipò al campionato del mondo FIDE del 1999 a Las Vegas: nel 1º turno vinse contro l'albanese Altin Cela 1½–½, nel 2º turno venne eliminato da Vassily Ivanchuk 0–2.
Con la nazionale tedesca ha partecipato alle olimpiadi degli scacchi di Novi Sad 1990 e Manila 1992, ottenendo complessivamente il 62,5% dei punti.
Ha ottenuto il suo massimo rating FIDE in gennaio 1999, con 2609 punti Elo.
Dal luglio 2006 il so Elo è rimasto invariato a 2543 punti, non avendo più partecipato a tornei con variazione Elo.
Nei primi anni 2000 ha intrapreso una carriera di giocatore di poker. Nel 2007 ha fondato, assieme a Dominik Kofert, la scuola di poker "PokerStrategy.com" con sede a Gibilterra. Nel 2013 la scuola aveva 5,5 milioni di iscritti. Nel 2011 si trasferì nel sud della Spagna per dedicarsi a "una escursione finanziariamente vantaggiosa nel mondo del poker".